# Paolo Venerosi Pesciolini
Paolo Venerosi Pesciolini (Firenze, 27 gennaio 1896 – Londa, 10 novembre 1964) è stato un politico italiano.

## Biografia
Nato in una famiglia di grandi proprietari terrieri della nobiltà fiorentina, di professione agricoltore, aderì al fascismo dal 1920.
Nel 1927 fu nominato a capo del Gruppo Industriali della Paglia e successivamente, nel 1929, segretario provinciale dell'Artigianato Fiorentino. Fu inoltre podestà a Londa ed a San Godenzo.
Nel 1933, allo scadere del mandato di Giuseppe Della Gherardesca, gli succedette a podestà di Firenze, carica che mantenne fino al 25 luglio 1943. Durante il suo mandato ebbero luogo la visita di Adolf Hitler a Firenze (9 maggio 1938), e il licenziamento di Eugenio Montale dalla direzione del Gabinetto Vieusseux (10 dicembre 1938).
Fu consigliere nazionale alla Camera dei fasci e delle corporazioni dal 23 marzo 1939 al 2 agosto 1943 (XXX legislatura del Regno d'Italia).
Morì a Londa nel 1964.